# William Ellison-Macartney
William Gray Ellison-Macartney, (7 juin 1852 - 4 décembre 1924) est un homme politique britannique né en Irlande, qui est gouverneur des États australiens de Tasmanie et d'Australie occidentale. 

## Jeunesse
Né sous le nom de William Gray Ellison à Dublin, en Irlande, il est le fils de John William Ellison, député conservateur de Tyrone à la Chambre des communes britannique. Son père change le nom de famille en Ellison-Macartney en 1859, comme condition d'un héritage d'un oncle maternel. 
Il fait ses études au Collège d'Eton et à l'Exeter College, à Oxford, s'intéressant très tôt au droit et à la politique, et est admis au Barreau en 1878. Il est un ardent partisan de l'unionisme irlandais et est devenu le grand secrétaire de l'Ordre d'Orange en Irlande. 

## Carrière politique
Aux Élections générales britanniques de 1885, Ellison-Macartney est élu député conservateur de la nouvelle circonscription de South Antrim. En janvier 1886, il convoque une réunion qui aboutit à la formation du Parti unioniste irlandais, dont il est le whip. 
En 1895, il est nommé secrétaire parlementaire et financier de l'Amirauté, occupant le poste jusqu'en 1890, lorsqu'un remaniement ministériel entraîne la nomination de l'unioniste-libéral Hugh Oakeley Arnold-Forster. En guise de consolation, Ellison-Macartney est nommé au Conseil privé. 
En 1900, la fortune politique d'Ellison-Macartney décline : sa popularité dans sa circonscription de South Antrim diminue considérablement en raison de sa réticence à accorder des faveurs à Antrim pendant son mandat de ministre adjoint, et il est critiqué par le journal de Belfast The News Letter. 
Dans l'espoir de réaffirmer sa place dans la hiérarchie loyaliste, il mène une campagne de « maintien de l'ordre », visant notamment la violence et le crime agraire commis par la United Irish League de William O'Brien. Il se retire de la politique en 1903, après s'être vu offrir plusieurs nominations au gouvernement.

## Carrière gouvernementale
Ellison-Macartney est nommé maître-adjoint de la Monnaie royale de 1903 à 1913 et haut shérif d'Antrim en 1908. 

### Gouverneur de Tasmanie
En décembre 1912, il est fait chevalier commandant de l'Ordre de Saint-Michel et de Saint-Georges, et nommé Gouverneur de Tasmanie. Les nationalistes irlandais s'en sont inquiétés, estimant que le parcours politique unioniste d'Ellison-Macartney pourrait offenser les Tasmaniens qui soutenaient le Irish Home Rule. 
En 1914, Ellison-Macartney tranche un différend constitutionnel à l'Assemblée tasmanienne. Alors que les partis travailliste et libéral étaient bloqués au Parlement, il a accordé une élection anticipée au premier ministre libéral, Albert Solomon. Les libéraux ont obtenu un siège supplémentaire nécessaire pour conserver le pouvoir, mais en ont perdu un lors d'une élection partielle ultérieure. Ellison-Macartney a rejeté la demande de Salomon d'une nouvelle dissolution du Parlement, et il a appelé John Earle du parti travailliste à former le gouvernement, à condition qu'une élection soit déclenchée. Avec Earle et son ministère nommé, aucune des deux parties ne souhaitant organiser d'élections, le Parlement resta donc en session, les recommandations d'Ellison-Macartney étant annulées par le secrétaire d'État aux Colonies. 

### Gouverneur de l'Australie-Occidentale
Comme Sir Harry Barron avant lui, et Sir Francis Newdegate après lui, Ellison-Macartney est transféré comme gouverneur de Tasmanie en Australie-Occidentale. Son mandat en Australie-Occidentale n'a pas été heureux - ses commentaires critiques sur les politiciens de Tasmanie avaient rendu les Australiens de l'Ouest méfiants de son attitude, et il devait faire face à la dépression économique après la Première Guerre mondiale et sa position unioniste continuait à être critiquée. 
Il retourne en Angleterre après un mandat de trois ans. Il est décédé à Chelsea, Londres, à l'âge de 72 ans. 

## Franc-maçonnerie
Ellison-Macartney est franc-maçon, initié le 6 juin 1872 à l'« Apollo University Lodge » n°357 la veille de son vingtième anniversaire. En 1877, à son retour en Irlande, il devient membre de la « Cappagh Lodge » n°350 puis de la « Concord Lodge » n°332. Enfin, il devient le fondateur de la nouvelle « Border Lodge » n°482 le 25 avril 1889. Lorsqu'il est nommé gouverneur de Tasmanie, il accepte de devenir grand maître de la Grande Loge de Tasmanie et est installé le 19 février 1914. Il est également nommé grand maître de la Grande Loge de l'Australie-Occidentale pendant son mandat de gouverneur de l'État,.

## Famille
Le 5 août 1897, il épouse Ettie Myers Scott à Holcombe, Somerset, et ont trois enfants: un fils et deux filles. Ettie est la sœur de Robert Falcon Scott, l'explorateur de l'Antarctique. 